# Bamber Gascoyne (1758-1824)
Bamber Gascoyne de Childwall Hall, Lancashire (1758 - 17 janvier 1824), est un homme politique britannique.

## Biographie
Il est le fils de Bamber Gascoyne et de Mary Green.
Il est député de Liverpool de 1780 à 1796. Il est remplacé comme député de Liverpool par son frère Isaac ,.
Il parle au Parlement contre l'abolition de la traite des esclaves et conduit l'opposition au projet de loi de règlement de la Sierra Leone, qui incorpore avec succès la Sierra Leone Company en 1791 .
Il est marié à Sarah Bridget Frances Price, née en 1767, fille de Chase Price et Susan Glanvile . Leur fille Frances Mary Gascoyne (v.1806 - 15 octobre 1839) épouse, le 2 février 1821, James Gascoyne-Cecil (2e marquis de Salisbury). Ils sont les parents du premier ministre Robert Gascoyne-Cecil, 3e marquis de Salisbury, et les grands-parents du premier ministre Arthur Balfour .